# Johann Karl von Sparr (Domherr, 1693)
Johann Karl von Sparr (* 17. September 1693; † 2. August 1783) war kurkölnischer Kammerherr und Domherr in Münster.

## Leben
Johann Karl von Sparr entstammte als Sohn des münsterischen Obristen Otto Wladislaus von Sparr und dessen Gemahlin Anna Elisabeth von Torck zu Nordherringen dem uckermärkischen Adelsgeschlecht von Sparr. Johanns Großvater Rudolf Sparr von Greiffenberg war kurkölner Oberstkanzler, erwarb Besitzungen in Westfalen und gründete die westfälische Linie seines Hauses. Johanns Großonkel Nikolaus von Sparr war Komtur des Deutschen Ordens.
Im Jahre 1732 kam Johann Karl von Sparr in den Besitz einer Dompräbende, die er vom Turnar, seinem Onkel Johann Karl von Sparr erhalten hatte. Am 30. August 1751 verzichtete er zugunsten des Domherrn Adrian Wilhelm von Nagel. Sparr war kurkölnischer Kammerherr.